# Salomon Kalischer
Salomon Kalischer (Solomon Kalischer, ur. 8 października 1845 w Toruniu, zm. 22 września 1924 w Marienbadzie) – niemiecki kompozytor, pianista, filozof i fizyk.

## Życiorys
Kalischer urodził się w Toruniu. Uczył się w Jüdisch-Theologisches Seminar we Wrocławiu, następnie studiował na uniwersytetach we Wrocławiu i Berlinie. Tytuł doktora otrzymał w 1868 po przedstawieniu dysertacji „De Aristotelis Rhetoricis et Ethicis Nicomachæis et in Quo et Cur Inter Se quum Congruant tum Differant”, wyróżnionej nagrodą wydziału filozoficznego Uniwersytetu Fryderyka Wilhelma.
Przez rok pracował jako tutor w Amsterdamie, następnie wrócił do Berlina na studia chemiczne i fizyczne. W 1876 został privatdozentem na berlińskiej Bauakademie, potem w Technische Hochschule. Od 1894 docent i od 1896 profesor fizyki.
Jego synem był Erwin Kalser.
Zmarł 22 września 1924 w Marienbadzie (dziś Mariańskie Łaźnie), pochowany jest na cmentarzu żydowskim w Berlinie-Weißensee.